# 87 سيلفيا
87 Sylvia هو كويكب، يقع ضمن حزام الكويكبات. اكتشف في 16 مايو 1866. وقد اكتشفه نورمان بوغسون.

## روابط خارجية
- 87 سيلفيا في قاعدة بيانات مختبر الدفع النفاث لأجرام النظام الشمسي الصغيرة

- الاكتشاف · مخطط المدار ·  العناصر المدارية · المعلمات المادية

- 87 سيلفيا على موقع ويكي سكاي: DSS2, SDSS, GALEX, IRAS, Hydrogen α, X-Ray, Astrophoto, Sky Map, Articles and images